# Soke Kubota Takayuki
Soke Kubota Takayuki (em japonês:  宗家孝行洼田 Kumamoto, 20 de setembro de 1943 – Glendale, 14 de agosto de 2024) foi um Grand Mestre japonês de artes marciais, nascido na cidade Kumamoto, em 20 de setembro de 1934. Detentor do 10º dan de caratê, criou o estilo Gosoku Ryu dessa arte marcial. Foi também fundador da International Karate Association, pelo que recebe o título de Soke. A entidade promove o caratê como um todo e seu estilo em particular.
Foi instrutor de defesa pessoal da polícia de Tóquio, onde se notabilizou por imprimir um carácter pragmático à arte marcial. Além do caratê, Soke Kubota é graduado faixa preta/cinturão preto em judô, aiquidô, iaidô e kendô. É também escritor de livros sobre artes marciais.

## Livros
- Kubota, Takayuki; McCaul, Paul (1972). Baton techniques and training illustrated ed. [S.l.]: Thomas. ISBN 0398023387
- Kubota, Takayuki; Miller, Mark (1977). The art of karate‎ 1 ed. [S.l.]: Haddington House. ISBN 0672523310
- Kubota, Takayuki (1980). Fighting Karate Gosoku Ryu Hard Fast Style. [S.l.]: Unique Publications (Subs. of CFW Enterprises, Inc). ISBN 0865680108
- Kubota, Takayuki (1980). Gosoku ryu karate: kumite 1. [S.l.]: Unique
- Peters, John; Kubota, Takayuki; Defensive Tactics Institute, Inc (1981). Realistic defensive tactics illustrated ed. [S.l.]: Reliapon Police Products. ISBN 0935878025
- Kubota, Takayuki (1982). Action Kubotan Keychain an Aid in Self Defense. [S.l.]: Beckett Pubns. ISBN 0865681015
- Kubota, Takayuki; Peters, John (1983). Official Kubotan techniques. [S.l.]: Kubotan Institute
- Kubota, Takayuki (1983). T-Hold Kubotan. [S.l.]: Unique Publications. ISBN 0865681112
- Kubota, Takayuki (1983). Weapons Kumite: Fighting With Traditional Weapons. [S.l.]: Unique Publications. ISBN 0865680426
- Kubota, Takayuki (1985). Kubotan keychain: instrument of attitude adjustment reprinted ed. [S.l.]: Dragon Books. ISBN 0946062099
- Kubota, Takayuki (1985). Ninja Shurkien Manual reprinted ed. [S.l.]: I & I Sports Supply Co. ISBN 0934489009
- Kubota, Takayuki (1987). Close encounters: the arresting art of taiho-jutsu illustrated ed. [S.l.]: Dragon Books. ISBN 094606220X
- Kubota, Takayuki (2003). Fighting Karate illustrated ed. [S.l.]: Unique Publications. ISBN 0865682054